# Поповка (Терновский район)
Попо́вка — село в Терновском районе Воронежской области России. Входит в состав Народненского сельского поселения.

## География
Село находится в северо-восточной части Воронежской области, в лесостепной зоне, в пределах Окско-Донской равнины, на правом берегу реки Карачан, на расстоянии примерно 14 км (по прямой) к юго-юго-востоку (SSE) от села Терновка, административного центра района. Абсолютная высота — 126 м над уровнем моря.
Часовой пояс
Село Поповка, как и вся Воронежская область, находится в часовой зоне МСК (московское время). Смещение применяемого времени относительно UTC составляет +3:00.

## История
До 2014 года село являлось административным центром упразднённого Поповского сельского поселения.

## Население
| 2010 |
| ---- |
| 246  |

Гендерный состав
По данным Всероссийской переписи населения 2010 года, в гендерной структуре населения мужчины составляли 46,7 %, женщины — соответственно 53,3 %.
Национальный состав
Согласно результатам переписи 2002 года, в национальной структуре населения русские составляли 96 %.

## Улицы
- ул. Крупской,
- ул. Ленинская,
- ул. Летуновского,
- ул. Молодёжная,
- ул. Юбилейная[5].

## Инфраструктура
В селе функционируют основная общеобразовательная школа, фельдшерско-акушерский пункт и отделение Почты России.